# أكتوبر 2006
أكتوبر 2006 هو الشهر العاشر من عام 2006. بدأ الشهر يوم الأحد، وانتهى يوم الثلاثاء بعد 31 يومًا.

## بوابة:أحداث جارية
| \| 1 أكتوبر 2006 (الأحد) \| عدل \| تاريخ \| راقب \| تصفح \| |     |       |      |      |
| - شن زعيم التيار الوطني الحر النائب ميشيل عون هجوما لاذعا على الحكومة اللبنانية برئاسة فؤاد السنيورة واتهمها بسوء الأداء وخرق الدستور والقانون، معتبرا أن شرعيتها سقطت منذ أمد طويل وأنها أصبحت خارج إطار الطائف. (الجزيرة) - أعلن المتحدث باسم الجيش الإسرائيلي أفيحاي أدرعي إن القوات الإسرائيلية انسحبت عند الساعة الثانية والنصف قبيل فجر اليوم من مواقعها في جنوب لبنان إلى الشريط الحدودي بين إسرائيل ولبنان.إلا أنها أبقت قوات في قرية الغجر قرب هضبة الجولان بحجة عدم التوصل إلى تفاهمات حول ترتيبات أمنية بهذه المنطقة. (الجزيرة) - جدد الرئيس السوداني عمر حسن البشير رفضه التام لقرار مجلس الأمن رقم 1706 القاضي بنشر قوات دولية في إقليم دارفور،و أكد على ضرورة دعم مهمة القوات الأفريقية لإعادة الاستقرار للمنطقة. (الجزيرة) - أعلن في العاصمة الموريتانية نواكشوط أنه تم خلال الأيام العشرة الماضية إيداع 1264 قائمة انتخابية ستتنافس في الانتخابات البلدية القادمة المقرر إجراؤها في 19 نوفمبر القادم. (الجزيرة) - أفادت مصادر طبية فلسطينية ان طائرات إسرائيلية شنت غارة جوية على مدينة رفح على الحدود بين قطاع غزة ومصر، ومقتل فلسطينين (بي بي سي) - يتوجه البرازيليين إلى صنادق الاقتراع للمشاركة في انتخابات رئاسية يسعى من خلالها الرئيس اليساري لويس ايناسيو لولا دا سيلفا إلى الفوز بفترة رئاسية ثانية. (بي بي سي) - ارتفع عدد ضحايا الصدامات في غزة بين القوة التنفيذية التابعة لوزارة الداخلية الفلسطينية ومئات العناصر المحسوبة على حركة فتح إلى سبعة قتلى وأكثر من مئة جريح، الداخلية تسحب قواتها في غزة والأزمة تتصاعد بالضفة. (الجزيرة) - معترفا بتحسن وضع دارفور، رئيس مفوضية الاتحاد الأوروبي خوسيه مانويل باروسو يقول إن الدول الغربية يجب أن تواجه حقيقة أن السودان يعترض على نشر قوات تابعة للأمم المتحدة في دارفور، وإنه من الضروري التوصل إلى صيغة مناسبة قبل أنتهاء تفويض قوات الاتحاد الأفريقي في 31 ديسمبر المقبل. (الجزيرة) - خطف 26 عاملا في مشغل لإنتاج الكبة يقع في حي العامل جنوب غرب بغداد وجثث بالعشرات وبغداد تتعهد باعتقال المهاجر. /قتل ثلاث جنود أمريكان وأصابت جندين بريطانيين إصابات خطيرة (الجزيرة) - اتهم بوتين جورجيا بتعمد استفزاز بلاده، وقال إن اعتقال ضباط في الجيش الروسي بتهمة التجسس هو من أعمال إرهاب الدولة وأخذ للرهائن. وأعلن قائد القوات الروسية في جورجيا الجنرال أندري بوبوف أن جنوده وضعوا في حالة تأهب قصوى وتلقوا أوامر بالرد على أي هجوم تتعرض له مواقعهم. (الجزيرة) - أقفلت مكاتب التصويت أبوابها في المجر في ختام الانتخابات المحلية التي اعتبرتها المعارضة اليمينية بمثابة استفتاء ضد رئيس الوزراء الاشتراكي فيرينك غيوركساني بعد أسبوعين من المظاهرات الداعية إلى استقالته. ودعا الرئيس المجري لازلو سوليوم في تصريح تلفزيوني البرلمان إلى التصويت على مذكرة بحجب الثقة عن غيوركساني. [{{{2}}} (الجزيرة)] - قتل أربعون شخصا وشرد الآلاف في نيجيريا بعد انهيار سد يقع قرب غوسا وتحت وقع أمطار غزيرة تساقطت في مدينة غوساو كبرى مدن ولاية زمفارا في شمال البلاد. [{{{2}}} (الجزيرة)] |     |       |      |      |
| 1 أكتوبر 2006 (الأحد) | عدل | تاريخ | راقب | تصفح |

| 1 أكتوبر 2006 (الأحد) | عدل | تاريخ | راقب | تصفح |

| \| 2 أكتوبر 2006 (الإثنين) \| عدل \| تاريخ \| راقب \| تصفح \| |     |       |      |      |
| - انتشر الجيش اللبناني على طول الخط الأزرق, رفع خلاله العلم الوطني بمنطقة اللبونة. ودعا قائد الجيش مشيال سليمان اليشد إلى التصدي للاعتداءات والخروقات الإسرائيلية بالإمكانيات المتاحة وإن كانت قليلة. (الجزيرة) - أصبح وزير خارجية كوريا الجنوبية بان كي مون الأوفر حظا لخلافة كوفي أنان في منصب الأمين العام للأمم المتحدة. بعد أن جرى تصويت غير رسمي بمجلس الأمن على سبعة مرشحين أظهر أن كي مون يحظى بدعم الدول الخمس الدائمة العضوية في المجلس. (الجزيرة) - تصاعدت الضغوط الغربية على طهران بشأن برنامجها النووي بينما تكثف واشنطن التحركات الدبلوماسية لحشد التأييد للعقوبات. وأعلن المنسق الأعلى للسياسة الخارجية بالاتحاد الأوروبي خافيير سولانا أن الوقت المتاح للتوصل إلى اتفاق ليس مفتوحا. (الجزيرة) - وصل الضباط الروس الأربعة الذين اعتقلوا في جورجيا لاتهامهم بالتجسس إلى موسكو أمس حيث كان في استقبالهم وزير الدفاع الروسي سيرغي إيفانوف. وبدأت روسيا تطبيق قرار وقف الرحلات جوا وعبر السكك الحديدية والخدمات البريدية مع جورجيا. وقال البرلمان الروسي إنه يعتزم التصويت هذا الأسبوع على مشروع قانون يسمح للحكومة بحظر التحويلات المالية للخارج، ومن شأن ذلك أن يمس تحويلات الجورجيين العاملين في روسيا إلى بلادهم (الجزيرة) - دعا الأمين العام للجامعة العربية عمرو موسى الدول العربية إلى الوفاء بتعهداتها بشأن إقليم دارفور غربي السودان. ووصف موسى في تصريحات لدى وصوله الخرطوم أمس انسياب الدعم العربي بأنه بطيء وضئيل، مناشدا العرب تقديم مزيد من المساعدات. (الجزيرة) - قالت قوات التحالف إن جنديين أميركيين وجنديا أفغانيا قتلوا في اشتباك وقع مساء أمس بولاية كونار شرقي أفغانستان. وقال الجيش الأميركي إن الاشتباك أسفر أيضا عن جرح ثلاثة جنود أميركيين. (الجزيرة) - وقعت الكتل السياسية العراقية على وثيقة عهد لـ"وقف نزيف الدم العراقي وتحريم سفكه" للتخفيف من الاحتقان الطائفي في البلاد. ومن المقرر أن تعقد الكتل اجتماعا تكميليا اليوم لتطبيق الاتفاق. (الجزيرة) - أمرت محكمة فرنسية بإصدار أوامر اعتقال في حق المدعي العام ورئيس أجهزة الاستخبارات في جيبوتي، في قضية ممارسة "ضغوط على شهود" في التحقيق في اغتيال القاضي الفرنسي برنار بوريل. [{{{2}}} (الجزيرة)] - أهم الأحداث الأمنية بالعراق [{{{2}}} (الجزيرة)] - قتلت ثلاث طالبات وجرحت سبع أخريات برصاص شاب أميركي احتجزهن في مدرستهن بغرب بنسلفانيا, قبل أن يطلق النار على نفسه بعد اقتحام الشرطة للمكان. (الجزيرة) - جرح عدة أشخاص في انفجار عبوة ناسفة استهدفت مقهى في مدينة أزمير (غرب) ثالثة كبرى مدن تركيا، وقد خلف الانفجار أيضا خسائر مادية في محيط المقهى. (الجزيرة) |     |       |      |      |
| 2 أكتوبر 2006 (الإثنين) | عدل | تاريخ | راقب | تصفح |

| 2 أكتوبر 2006 (الإثنين) | عدل | تاريخ | راقب | تصفح |

| \| 5 أكتوبر 2006 (الخميس) \| عدل \| تاريخ \| راقب \| تصفح \| |     |       |      |      |
| - أفادت صحيفة يديعوت أحرونوت أن رئيس الوزراء الإسرائيلي إيهود أولمرت التقى خلال الأسابيع القليلة الماضية مسؤولين سعوديين كبارا في القصر الملكي الأردني في عمان، في لقاء نظمه كل من العاهل الأردني عبد الله الثاني ورئيس جهاز الاستخبارات الإسرائيلي (الموساد) مائير داغان. (الجزيرة) - قال حسني مبارك إن أزمة تشكيل حكومة الوحدة الوطنية الفلسطينية قد تسفر عن إجراء انتخابات جديدة للمجلس التشريعي. بينما اتهمت حماس محمود عباس وجهات داخل فتح بالتهرب من تشكيل حكومة وحدة وطنية وفرض شروط تنسجم مع "المطالب الأميركية والدولية المرفوضة وطنيا". (الجزيرة) - عرض الجيش الإسلامي في العراق التفاوض مع الولايات المتحدة سواء بطريقة سرية أو علنية, مشترطا لذلك التزام واشنطن بسحب قواتها من العراق والاعتراف بالمقاومة ممثلا شرعيا وحيدا للشعب العراقي. (الجزيرة) - قال المندوب الياباني في مجلس الأمن كينزا أوشيما إن بعض أعضاء المجلس اعتبروا أن لهجة السودان في تحذير الدول التي تفكر في المشاركة في قوة دولية بدارفور، كانت غير ملائمة وحادة. (الجزيرة) - جدد فؤاد السنيورة رفضه الدعوة إلى إسقاط الحكومة ما دامت تحظى بثقة البرلمان، جاء ذلك ردا على دعوات قوى سياسية لبنانية طالبت بتغيير حكومته. (الجزيرة) - فرضت السلطات المصرية إجراءات أمنية مشددة بشبه جزيرة سيناء خوفا من وقوع تفجيرات خلال احتفال مصر بذكرى حرب أكتوبر 1973. (الجزيرة) - نفت القوات الأميركية في العراق تقارير أفادت بأن زعيم تنظيم القاعدة في العراق أبو أيوب المصري المعروف باسم أبو حمزة المهاجر قتل على يد الجيش الأميركي في هجوم بري وجوي كاسح على معقله في مدينة حديثة الواقعة في محافظة الأنبار غربي العراق (الجزيرة) - تلقى وزير التخطيط والقائم بأعمال وزير المالية الفلسطيني سمير أبو عيشة تهديدات بالقتل عبر الهاتف عقب تعاقد حكومته مع شركة جديدة لتوريد النفط إلى الأراضي الفلسطينية. (الجزيرة) - فصل الجيش الإسرائيلي قائد القوات البرية الجنرال يفتاح رون تال من الخدمة عقب دعوته علنا إلى استقالة رئيس الوزراء أيهود أولمرت ورئيس أركانه دان حالوتس على خلفية إخفاقات الحرب على حزب الله اللبناني. (الجزيرة) - خرج سفير الأردن لدى الأمم المتحدة زيد بن رعد من المنافسة على منصب الأمين العام للأمم المتحدة بعد أن أصبح في حكم المؤكد أن أعضاء مجلس الأمن الدولي رجحوا كفة وزير خارجية كوريا الجنوبية لتولي اللقب. (الجزيرة) - نشرت مجموعة الأزمات الدولية على موقعها على الإنترنت بيانا قالت فيه إن 135 زعيما بارزا عبر العالم وقعوا عليه مطالبين بتحرك دولي فوري من أجل التوصل لحل شامل للصراع الفلسطيني الإسرائيلي. (الجزيرة) - أعلنت اللجنة العربية لحقوق الإنسان أن سجينين ليبيين قتلا وجرح سبعة آخرون إثر اشتباكات وقعت بين سجناء إسلاميين وحراسهم بسجن بوسليم. (الجزيرة) - دعا وزير الخارجية البريطاني السابق جاك سترو النساء المسلمات المتوجهات لمقر دائرته إلى رفع نقابهن، لأنه يشعر بـ"الانزعاج" في التحدث إلى شخص لا يرى وجهه (الجزيرة) - قتل تسعة أشخاص على الأقل منذ الأسبوع الماضي في مواجهات بين مسيحيين ومسلمين في ديمبي غرب إثيوبيا، إثر الاحتفال بعيد أرثوذكسي بحسب حصيلة وضعتها الخميس مصادر دينية. (الجزيرة) - عبر حزب التجمع الدستوري الديمقراطي الحاكم في تونس عن رفضه ارتداء الحجاب في المدارس والجامعات، في رد مباشر على انتقادات حقوقيين للحكومة لإجبارها طالبات على خلع الحجاب. (الجزيرة) |     |       |      |      |
| 5 أكتوبر 2006 (الخميس) | عدل | تاريخ | راقب | تصفح |

| 5 أكتوبر 2006 (الخميس) | عدل | تاريخ | راقب | تصفح |

| \| 6 أكتوبر 2006 (الجمعة) \| عدل \| تاريخ \| راقب \| تصفح \| |     |       |      |      |
| - أقامت منظمة الشبيبة التابعة لحزب الشعب الدانماركي -المشارك في ائتلاف الحكومة الدنماركية الحاكم- حفلا لرسم ما وصفته بـ أبشع صورة للرسول الكريم صلى الله عليه وسلم. وعرضت صحيفة أفيسن شريطا للحفل وأظهرت فيه صورا مسيئة للرسول الكريم صلى الله عليه وسلم. وتنص المسابقة التي أقيمت في إطار مخيم صيفي شبابي على أن من يخسر فيها يرتدي برقعا كنوع من المزيد من السخرية والاستهزاء بالإسلام. (الجزيرة) - أنهت وزيرة الخارجية الأميركية كوندوليزا رايس زيارتها المفاجئة إلى العراق بزيارة إقليم كردستان العراق، حيث حذرت قادة الإقليم بشأن الموارد النفطية والتهديدات بالانفصال عن بقية البلاد. (الجزيرة) - رفض رئيس الوزراء الفلسطيني إسماعيل هنية مجددا الاعتراف بإسرائيل منددا بما وصفه بالإملاءات الخارجية خاصة من اللجنة الرباعية. جاء ذلك في خطاب مطول أمام مهرجان حاشد شارك فيه عشرات الآلاف في غزة تأييدا للحكومة الفلسطينية. (الجزيرة) - رفض حزب الله تسلم خطابات أرسلت للجنديين الإسرائيليين من ذويهم عبر الصليب الأحمر الدولي. [{{{2}}} (الجزيرة)] - أظهرت النتائج الأولية أن حزب الرئيس الجورجي ميخائيل ساكاشفيلي فاز في الانتخابات المحلية التي جرت أمس وذلك في أول اختبار لشعبيته بعد أن فجر مواجهة كبرى مع روسيا. (الجزيرة) - أعلنت الشرطة الإسرائيلية بعد إنهاء تحقيقاتها أنها جمعت "أدلة كافية" لتوجيه التهمة إلى الرئيس موشي كاتساف الذي ورد اسمه في عدد من قضايا التحرش الجنسي. (الجزيرة) |     |       |      |      |
| 6 أكتوبر 2006 (الجمعة) | عدل | تاريخ | راقب | تصفح |

| 6 أكتوبر 2006 (الجمعة) | عدل | تاريخ | راقب | تصفح |

| \| 12 أكتوبر 2006 (الخميس) \| عدل \| تاريخ \| راقب \| تصفح \| |     |       |      |      |
| - أعلنت أكاديمية نوبل السويدية منح جائزة نوبل في الأدب لعام 2006 للروائي التركي أورهان باموق. وقالت لجنة التحكيم إن باموق وهو "في معرض بحثه عن الروح الحزينة للمدينة حيث مسقط رأسه اكتشف رموزا جديدة للصراع والتشابك بين الحضارات". (الجزيرة) - اعترف البريطاني دهيرن باروت (34 عاماً). بأنه كان ينوي تفجير عدة أهداف حيوية في الولايات المتحدة بينها بورصة نيويورك ومبنى صندوق النقد الدولي في واشنطن ومقر مؤسسة سيتي كورب في نيويورك. كما اعترف بأنه كان ينوي تفجير أهداف في بريطانيا -لم يحددها- باستخدام قنابل قذرة. (الجزيرة) - أدانت تركيا قيام البرلمان الفرنسي الخميس بالمصادقة على مشروع قانون يجرم انكار تعرض الأرمن لمذبحة على يد الأتراك العثمانيين، فيما قد يشير إلى توتر في العلاقات بين تركيا وفرنسا. وكانت تركيا قد حذرت فرنسا خلال الأسابيع الماضية من إقرار المشروع. (بي بي سي) - أثار نشر رسم مسيئ جديد للرسول غضب المسلمين في الدانمارك الذين وصفوا الأمر بأنه حملة منظمة لإهانة الإسلام. ويظهر الرسم الرسول في سن متقدمة ملتصقا بزوجته عائشة وهي في التاسعة من عمرها مع طفل بين ذراعيها، وكتب تحته "عندما يحب النبي". (الجزيرة) - قتل 11 شخصا في هجوم نفذه مسلحون على مبنى القناة الفضائية " الشعبية" في زيونة شرق العاصمة العراقية بغداد في الساعة الثامنة صباح الخميس، حسبما اعلنت الشرطة العراقية.وافادت التقارير ان غالبية القتلى هم من الفنيين وحراس مبنى القناة التي لا تزال في مرحلة البث التجريبي والتي لم تبث حتى الحين سوى أغان وطنية. (بي بي سي) |     |       |      |      |
| 12 أكتوبر 2006 (الخميس) | عدل | تاريخ | راقب | تصفح |

| 12 أكتوبر 2006 (الخميس) | عدل | تاريخ | راقب | تصفح |

| \| 15 أكتوبر 2006 (الأحد) \| عدل \| تاريخ \| راقب \| تصفح \| |     |       |      |      |
| - تهم وزير الداخلية اللبناني بالوكالة أحمد فتفت عناصر لم يسمها بأنها تريد "إحداث فتنة" في لبنان، وذلك بعد إطلاق ثلاث قذائف على مبنى في وسط بيروت التجاري في وقت مبكر صباح اليوم. [ http://www.aljazeera.net/NR/exeres/1E370D32-5F14-473E-8F39-B43D14013B47.htm (الجزيرة)] - وقعت الحكومة السودانية ومتمردو شرق السودان اتفاقا شاملا للسلام وصفه الجانبان بالتاريخي، وجرت المراسم في احتفال بالعاصمة الإريترية أسمرا بحضور الرئيسين السوداني عمر البشير والإريتري أسياسي أفورقي، وسلفا كير النائب الأول للرئيس السوداني والأمين العام للجامعة العربية عمرو موسى. [ http://www.aljazeera.net/NR/exeres/7BAFD4D8-AF89-4357-BDDA-42814F7CA640.htm (الجزيرة)] - اغتال مسلحون مجهولون صباح اليوم عضو مجلس شورى ولاية قندهار جنوبي أفغانستان محمد يونس حسيني. وقال مراسل الجزيرة في كابل إن أحد مرافقيه أصيب بجروح خطيرة خلال الهجوم. [ http://www.aljazeera.net/NR/exeres/3D3AC6E9-A7D6-4047-89A6-746E2BA5BE56.htm (الجزيرة)] - اتهم مندوب كوريا الشمالية في الأمم المتحدة مجلس الأمن بالتصرف مثل قاطع طريق عندما تبنى ما وصفه بأنه "قرار قسري" مع تجاهل ما أسماه "الخطر النووي الذي تمثله كوريا الجنوبية بالوكالة عن الولايات المتحدة". وأضاف أن أي ضغوط جديدة على بيونغ يانغ ستعد بمثابة إعلان حرب. (بي بي سي) |     |       |      |      |
| 15 أكتوبر 2006 (الأحد) | عدل | تاريخ | راقب | تصفح |

| 15 أكتوبر 2006 (الأحد) | عدل | تاريخ | راقب | تصفح |